# 昼顔〜平日午後3時の恋人たち〜
『昼顔〜平日午後3時の恋人たち〜』（ひるがお へいじつごごさんじのこいびとたち）は、2014年7月17日から9月25日まで毎週木曜日22:00 - 22:54に、フジテレビ系の「木曜劇場」枠で放送された日本のテレビドラマ。全11話。
主人公を演じる上戸彩は前年1月期に放送された『いつか陽のあたる場所で』以来の主演。
昼顔とは、同局の番組『ノンストップ!』が「社会現象になりつつある」として特集した女性の行動に対する造語「平日昼顔妻」が由来になっており、カトリーヌ・ドヌーヴ主演映画『昼顔』の、貞淑な妻である陰で昼間に売春をするヒロインのように、夫がいない平日昼間に不倫をする主婦のことを言う。また今作は前述の仏・伊合作映画『昼顔』をオマージュしたオリジナル作品である。
全放送回の加重平均視聴率は13.9%。第82回ザテレビジョンドラマアカデミー賞で脚本賞ほかを受賞した。
2014年新語・流行語大賞の候補50語に「昼顔」がノミネートされた。
2017年6月10日に映画化作品が公開されたほか、2019年には韓国でリメイク版が放送された。

## あらすじ
主人公の笹本紗和は、夫の俊介と狭いマンションで平凡に暮らす主婦。ある日、紗和はパート先のスーパーで起きた車上荒らしをきっかけに滝川利佳子と知り合うことになる。利佳子は裕福な夫、そして2人の娘と何不自由なく暮らしながら遊び感覚で不倫を楽しむ、美しく危険な人妻だった。
車上荒らしの一件で紗和は犯人の高校生の担任教師、北野裕一郎と出会う。裕一郎には妻がいたが、お互いに惹かれ合っていく紗和と裕一郎。一方の利佳子は画家の加藤修に遊び以上の想いを抱き、順調だった家庭内に波風を立ててしまう。
利佳子の影響は受けまいと葛藤しつつ、裕一郎と不倫関係に陥る紗和。次第に本気の恋愛へと発展していく。

## キャスト

### 主要人物
笹本〔木下〕紗和（ささもと〔きのした〕さわ）〈31〉
演 - 上戸彩
本作の主人公。俊介の妻で結婚5年目。2009年6月4日に結婚式を挙げた。
夫婦でマンションに暮らしているが、家を買うために「スーパー夕照」でパートタイマーとして働く。
勤務後に店内で子供がカートを走らせて追いかけっこをしていたのにぶつかった際、展示してあった口紅を倒す。元に戻していたが、ふと魔が差し万引きをして自分が持っている袋に入れた。しかしその様子を買い物に来た利佳子に目撃されている。
職場の駐車場で、晴鐘学園付属高校の木下が起こした車上荒らしをたまたま目撃する。木下が逃走時にぶつかってきて、左手に怪我を負う。この時のトラブルで利佳子や智也と知り合い、木下の付き添いで警察署に来た担任教師・北野とも顔見知りの関係になる。不倫中の利佳子と智也が乗った車であったが、カモフラージュのためにアリバイが必要だった利佳子に腕を捕まれる。「たった今からあなたの友達よ。口紅のことは黙っててあげるから。話し合わせて」と事件に巻き込まれ、その後も交流を続けて行く。
婚前は夫の勤務する会社の契約社員で、社内の忘年会で夫と知り合った。夫婦関係に不穏な空気はないものの、平凡な毎日と歪な幸せに物足りなさを感じていた。そんな中で北野と出会い惹かれて行く。
子どもができないことで、姑からは「色気がないからだ」などといつも小言を言われている。
スーパーに乃里子が訪問して店長へ北野との不倫を話したため、店長から厳重注意を受ける。その後スーパーのパートを退職。
のちに万引きした口紅はお詫びの意味でお札と一緒に封筒に入れて、同僚の峰子に店長へ渡してもらうよう頼む。
神奈川県横浜市金沢区在住。晴鐘学園の卒業生。
第11話で俊介と離婚する話をして、新しく仕事を見つけて家を出る。劇場版では旧姓：木下に戻っている。
滝川 利佳子（たきがわ りかこ）〈39〉
演 - 吉瀬美智子
滝川の妻。笹本家が暮らすマンションの近所に新築の家を建て、大手出版社の編集長である夫・徹と名門私立に通う娘2人と暮らしている。
誰もが羨む生活を送っているが満たされない思いを抱えており、常に夫以外の不倫相手がいる。出会い系サイトを利用しており、ハンドルネームは「昼顔」。
智也と不倫中に利用していた車が晴鐘学園付属高校の木下により車上荒らしに遭う。アリバイ作りが必要だったところにスーパーの勤務が終わった紗和が現れたことがきっかけで知り合い、以後何かと交流を続けて行くことになる。
紗和には「本当の恋愛は結婚してからじゃできないわ。だって結婚する相手には経済力や家柄、見栄が優先するんでしょ。あなただってきっと打算で選んだはずよ」「結婚は平穏と引き換えに情熱を失うものだから。3年も経てば、夫は妻を冷蔵庫同然にしか見なくなる。ドアを開けたらいつでも食べ物が入っていると思っている。壊れたら不便なのに、メンテナンスなんてしたことない。でもね。外で恋愛すれば夫にも寛大になれるわよ」と話す。
智也は不倫相手の一人で出会い系サイトで知り合った。しかし車上荒らしの一件から別れを告げて、一切の連絡を断ち切っている。しかし再び出会い系サイトに登録した時に、嘘のプロフィールで登録した智也と知らずにホテルの室内で待ち合わせをする。智也に襲われそうになるが、加藤が室内に入ってきて助けてもらう。
元々は徹が街でスカウトした読者モデルだった。「若い頃から妙に男を惑わせる魅力がある。行き交う男達は皆必ず彼女（利佳子）を振り返る」と徹に思われている。
加藤の生活を支えたいと思い、ホステスの仕事を始める。後に加藤と別れて、家族の元に帰る。
昭和50年5月11日生まれ。北海道旭川市出身。神奈川県横浜市金沢区在住。
北野 裕一郎（きたの ゆういちろう）〈33〉
演 - 斎藤工
晴鐘学園付属高校生物教師。昨年赴任したばかりである。
目の前に海が見えるマンションで乃理子と暮らしている。
担任クラスの生徒・木下が車上荒らしを行ったことを機に紗和と知り合う。紗和の無邪気な笑顔とそれとは対照的な寂しそうな様子、そして自分の言葉を一語一句真剣に受け止める姿に次第に惹かれていく。紗和との交際を遊びではなく、再婚も視野に入れて真剣に考えだす。
車上荒らしの事件以降、保護者の代わりに警察署に出向いたり、何かと木下を気にかけている。ホテルでの示談交渉は木下の家庭の事情を考慮し、校長と相談した上で利佳子（車の修理代）や、紗和（怪我の治療代）は自身が責任を持つと2人に告げる。しかし利佳子から「本人は愚か、親御さんも来ないんじゃあ正義が感じられない。お引き取り下さい」と示談書を突き返される。その後利佳子が不倫を持ちかけるようなことを言ってきたため、怒ってその場を後にする。
紗和と利佳子が友人でないことにも気づいている。
元々は生物学の研究者であるが、研究室には残れず教師となった。研究者として名を馳せて行く妻にはコンプレックスを感じている。妻には生徒が車上荒らしに会った日に紗和と会っていたことを言えずにいた。
神奈川県横浜市金沢区在住。第11話で乃里子と引っ越しをする。
加藤 修（かとう おさむ）〈45〉
演 - 北村一輝
雑誌などに挿絵を描く画家。若い時に有名な賞を受賞。
バツイチ。前妻は金持ちの息子や、親に反対され駆け落ちして結婚する。加藤がいつか売れると信じていたが、泣かず飛ばすで金のない生活に耐えきれず3年足らずで前妻は出て行った。「人生を台無しにされた」「一緒にいた日々は最悪だった」と前妻から言われたと利佳子に明かす。
利佳子の夫・徹が編集長を務める雑誌と契約中だが、要求されている絵を描こうとしないため彼と衝突することもある。徹からは「芸術家の才能じゃない。挿絵描きの才能限定」と陰で言われる。
生活に困っており、食べ物や服装にお金をかけない。編集部に訪問した帰りにビルのトイレでトイレットペーパーを盗んでいる。
滝川家に招待されたホームパーティーで利佳子の絵を描き、次第に彼女の心にも触れていく。
徹の紹介で久しぶりに画商になった前妻・佐倉亜紀と再会する。
加藤が描いた絵が徹が編集長として担当する海外向けのファッション総合情情報サイト『BONITO WEB』のトップページに掲載され、国内外で高い評価を受けた。しかし絵は23年前にアメリカで発売された絵本「White Rabbit」の中の1ページを引用したものだった。
智也に殴られて右腕の神経を損傷する怪我を負い、画家としての生命を絶たれかけたが、退院後は慣れない中、左手で絵を描く。

### 主要人物の家族

#### 紗和の家族
笹本 俊介（ささもと しゅんすけ）〈38〉
演 - 鈴木浩介
紗和の夫。家具メーカー「Minowa Farniture」に勤める会社員。中性的で、美しくなりたいとスキンケアや美容に気を配る。ベッドの周りにぬいぐるみを並べて、寝る時はうさぎの抱き枕を使う。
紗和とは会社の忘年会の帰りに、「今度2人で忘年会をしよう」と声をかけたのが馴れ初め。結婚5年目。
妻に愛情はあるが、セックスレスの状態が続いている。
飼っているハムスター2匹（はむすけ、はむみ）を大切にしており、はむみが失踪した時は冷静さを失い声を荒げた。新しくみはむを迎え入れ、後に失踪したはむみが見つかった。
紗和を名前ではなく「ママ」と呼ぶなど妻の気持ちに応えられていない。第11話では「紗和」と呼ぶ。
紗和とセックスレスなのを母に知られてしまい、度々夫婦生活に口を出されている。
会社の後輩・美鈴に言い寄られており、自宅で行為に及ぶができなかった。家に入って来た母・慶子が薄着の俊介とパジャマ姿の美鈴を見て、関係を知られてしまう。（紗和には知られていない。）
紗和が北野と不倫をしていることを知ると、冷静さを失い声を荒げて、泣き出した。北野家との話し合いで、紗和とは離婚を考えてないと話していたが、第11話で紗和に「離婚しよう」と話す。
笹本 慶子（ささもと けいこ）〈60〉
演 - 高畑淳子
俊介の母。何かと紗和たちの夫婦生活に干渉してくる。
亡くなった夫が会社の部下と浮気したことをずっと根に持っており、その姿と紗和を重ねる。

#### 利佳子の家族
滝川 徹（たきがわ とおる）〈50〉
演 - 木下ほうか
利佳子の夫。女性誌『BONITO』編集長。
利佳子が車上荒らしにあった日に、紗和へお詫びの連絡を入れている。「利佳子は世間知らず」と紗和へ話した。
新築祝いのホームパーティでは、自宅の近くの家で起きた火災について原因を推察して、部下と話を広げている。
読者モデルとして利佳子を街でスカウトした。妻との結婚生活を打算的に捉え、対外的に離婚は避けたいと思っている。仕事上の権力と実家の財力という武器があると自負しており、それを利用して周りの人と関わるやり方である。
利佳子に不倫の疑いがあってからは、利佳子が乗る車やバッグにGPSを仕掛けて追跡したり、携帯電話やクレジットカードを取り上げるといった行動をとる。
利佳子が家出後は、家族の写真とお金が入った封筒を紗和の元へやって来て利佳子へ渡すよう頼む。利佳子がホステスとして働く店に現れ、家に帰って来るよう告げる。
滝川 真菜
演 - 山口まゆ
長女。名門私立に通う。勘がよく、母の不倫に気付く。バイオリンを習っている。
滝川 陽菜〈8〉
演 - 豊嶋花
次女。名門私立に通う。母を大切に思っている。
利佳子が家出を出てから、家に家政婦が来て世話をする人はいるが、心寂しく泣いたり精神的に不安定になる。

#### 裕一郎の家族
北野 乃里子（きたの のりこ）〈34〉
演 - 伊藤歩
北野の妻。関東聖南大学大学院分子生物学研究室准教授。旧姓は折原。
仕事時は旧姓：折原の名前を使う。北野とは大学の研究室が一緒だった。この年齢の女性としては異例の高いキャリアを手にしているが、家事が大嫌いかつ苦手なため、主婦としてのスキルは低い。
夫のことは「王子様」と言っており、結婚する前に奥さんがいる人を好きになってしまい、悲しい恋をしていた。それを夫が叱って、泥沼の不倫から救い出してくれた。
紗和や利佳子とは最初は仲が良かったが、紗和と夫の不倫が発覚したことにより関係が悪くなる。
夫に好きな人がいることは薄々感づいていて、紗和が夫の名字を知っていたこと、北野の財布にあった動物園のレシート、北野の携帯のメールが全消去されていたこと等から紗和との不倫を見抜いた。不倫発覚後、虚偽の妊娠報告をするものの、夫の気持ちは変わらなかったため、実家の親や相手の夫、姑と逃避行先の別荘へ出向いて2人を引き離した。

### 主要人物の関係者
長谷川 美鈴（はせがわ みすず）〈26〉
演 - 木南晴夏
家具メーカー「Minowa Farniture」に勤める会社員。笹本の部下。結婚を考えなくていいから楽という理由で既婚者ばかりを好きになっている。会社の仕事で知り合った俊介と親しくなってからは積極的に言い寄り、最終的に行為に及ぶ。その後俊介に女としてのプライドを軽んじられた際、「できなかったくせに」と罵倒した。
萩原 智也（はぎわら ともや）〈29〉
演 - 淵上泰史
利佳子の不倫相手の一人で出会い系サイトで知り合った。車上荒らしの一件から別れを告げられているが諦めておらず、彼女の周辺をうろついている。
利佳子の近所に住む紗和のマンションを特定し、収集所でゴミ出しをしていた紗和に近づく。「利佳子に会いたいと」伝えるが紗和から現実的な話をされて、倒れ込んで泣く。2人のやりとりは、笹本家を訪問していた紗和の姑・慶子に目撃される。
既婚者の利佳子を本気で幸せにしたいと考えるようになり、紗和が働くスーパーで契約社員として働き始める。初めは加藤を敵視していたが、やがて自分自身の甘さを思い知らされるようになる。
怒りで加藤を殴ったが、右腕の神経を損傷する怪我を負わせてしまう。警察に自首しようとしたが、加藤に止められる。
昭和60年6月7日生まれ。 神奈川県横浜市中区在住。
松田 峰子
演 - 橘ユキコ
紗和のパート先「スーパー夕照」の同僚。軽口を叩き合える仲良し。不倫発覚後に噂が広がってからそうでなくなる。
他のパート社員は紗和を無視していたが、周りの状況を伺いつつ「ゴメン」とこっそり声をかけている。
紗和が退職で備品返却に訪れた際は、紗和から万引きした口紅とお詫びで入れたお札を店長に渡すよう頼まれる。事情を知り、天を仰いで紗和の首元を叩き、「分かったわよ。まぁ頑張って」と声をかけた。
清水 博美
演 - 原田佳奈
紗和のパート先「スーパー夕照」の主任。メガネをかけている。
紗和が北野と不倫していることを、乃里子が話しに来られて驚き、紗和に事情確認と厳重注意をする。
水谷 京子
演 - 今藤洋子

#### 晴鐘学園付属高校
裕一郎が勤務している高校。
木下 啓太 〈18〉
演 - 健太郎
卒業まで半年の夏休み前、紗和が勤務するスーパーの屋上で高校の友人達といると、少し離れた場所で利佳子と智也が車内でキスをしているのを目撃する。利佳子が自身の母と同じ顔をしていたのに腹が立ち、車上荒らしを行った際に智也と揉み合いになった。スーパーの警備員や智也から逃げる時に、紗和にぶつかり腕に怪我を負わせている。
母は仕事に忙しく不在で、父は出張で自宅に帰って来ない。北野と警察署に訪れた時も仕事を理由に付き添わなかった。後に母は男関係で服を持って家を出て行ったと北野に話す。
利佳子と智也の不倫がばれないように、紗和が友達のふりをして話を合わせていたことも知っていると担任の北野に話した。北野から「どうして警察へ本当のことを言わなかったんだ」と聞かれると「その方が面白しれえじゃん。平気で嘘をつく顔を見たら、久しぶりに笑えた」と答えた。北野に「お前そんな曲がった奴じゃないだろ」と声をかけるが、「熱血教師ぶんな。どうでもいいと思っている癖に」と手を振り払い、その場から居なくなる。車上荒らしについて一切反省はしておらず、開き直った態度である。車上荒らしの事件で一週間の停学処分となる。警察へ言わなかった理由は、利佳子から金をもらうためと明かす。
家庭の事情などに周りの事情に振り回され、日常でもどかしさを抱えているが、人に本心を明かすことはしない。人と接する際、言葉で気持ちを表現することに乏しく、思うように物事がいかないと暴力を振るう傾向がある。
同じクラスのまなみと付き合っており、常に一緒にいる。
担任の北野を煩わしく思っている。車上荒らしの事件をきっかけに紗和や北野の様子に疑いを持ち、撮影した写真を校長の茂子に提出した上で自身の要求に応じさせようとしている。
北野の家に行きたいと北野に話し、まなみと共に訪問するがすぐに家を去る。後日北野が学校を退職することを知ると、北野の妻・乃里子が一人でいる所をまなみと共に訪問する。怒りに任せて家中のものを倒し、乃里子に怪我を負わせて家を去る。
北野が学校を去る日に、「高校を卒業する」と告げる。
神奈川県横浜市金沢区在住。
後藤 まなみ
演 - 田中日奈子
同じクラスの啓太と付き合っている。北野が怪しいと感じ、様子を携帯電話で撮影している。
啓太の家庭環境は知っている。啓太が物を壊したり、暴力を振るっていても止める様子はない。
香川 洋介
演 - 奥村秀人
小野 一也
演 - 本田聡
松岡 瑠衣
演 - 鈴木りんだ
須藤 雪乃
演 - 本瀬まゆ
高橋 茂子
演 - りりィ
校長。
車上荒らしをした生徒・木下を校長室に呼び、「高校を卒業しないと職探しに苦労するぞ」と諭す。
乃里子が夫・北野と紗和が不倫をしていると説明に訪れると、北野の不倫に対して冷静に諭す。
第11話で、北野が学校を去る日に「（生徒に）ちゃんと別れが言いたい」と校長室に来た、「2つ条件がある。1つは研究に戻るために職を退くと言いなさい。余計な詮索を招かないためだ。もう一つは生徒に謝るな。教師は簡単に頭を下げてはならない。正義に限らず信念を持って、生徒に相対するのが教師だからだ。それが私の考えだ」と諭す。
北野の校内放送を聞いた後に、「本当に男はいくつになっても青臭いね。だから私は大人の女が好きだ」と増沢に話す。
増沢 雄二
演 - 螢雪次朗
教頭

### ゲスト
キャスト名横の表記は出演回。
出会い系男
演 - 伊藤英明（第1話）
利佳子と出会い系サイトで知り合うが、利佳子が綺麗だった人だったことを喜び、「18時に仕事に戻らないと」と話す。
三島
演 - 河野安郎（第1・9話）
佐倉 亜紀
演 - 高橋かおり（第8話 - 最終話）
加藤の元妻。日本人画家作品を海外に販売する画商。
加藤と大恋愛で、駆け落ちで結婚する。加藤がいつか売れると信じていたが、泣かず飛ばすで金のない生活に耐えきれず3年足らずで家を出て行った。その後画商になる。
徹の紹介で久しぶりに加藤に再会し、加藤の絵を紹介する仕事に携わる。
自ら加藤の元を去ったにも関わらず、加藤と利佳子が仲良くしている姿に冷静を取り繕うように見せて、嫉妬している部分がある。
加藤の携帯電話に入った利佳子からの伝言を聞いて削除した。その後加藤の携帯電話を勝手に触っている所を見られるが、加藤の仕事のためだと言う。
マネージャー
演 - 村上淳（第9話）
折原
演 - 中村育二（最終話）
乃里子の父。
北野が紗和と不倫しているのを知り、乃里子と逃避行先の別荘へ出向いた。その後弁護士事務所での笹本家との話し合いに乃里子と出席している。

## スタッフ
- 脚本 - 井上由美子
- 演出 - 西谷弘、高野舞、西坂瑞城、光野道夫
- 音楽 - 菅野祐悟
- 主題歌 - 一青窈「他人の関係 feat. SOIL&"PIMP"SESSIONS」（ユニバーサルミュージック / EMI Records）[6]
- メインテーマ曲 - 青木カレン「Never Again」（ランブリング・レコーズ）[7][8]
- 演出補 - 島添亮
- 選曲 - 石井和之
- フードコーディネート - 住川啓子
- 擬斗 - 佐々木修平
- 絵画 - 北村直登
- 制作協力 - 角川大映スタジオ
- ラインプロデュース - 稲葉尚人、石渡宏樹
- プロデュース補 - 見戸夏美
- プロデュース - 三竿玲子、清水一幸
- 制作 - フジテレビドラマ制作センター

## 放送日程
| 各話                                                       | 放送日  | サブタイトル                                 | 演出     | 視聴率 |
| ---------------------------------------------------------- | ------- | -------------------------------------------- | -------- | ------ |
| 第1話                                                      | 7月17日 | 恋する妻たちの怖く痛く愛おしいラブストーリー | 西谷弘   | 13.3%  |
| 第2話                                                      | 7月24日 | 濡れたキス…妻たちの共謀                      | 西谷弘   | 13.5%  |
| 第3話                                                      | 7月31日 | 妻の失恋…本音語る七夕の夜                    | 高野舞   | 12.0%  |
| 第4話                                                      | 8月07日 | 妻を強くする恋…覚悟のキス                    | 西坂瑞城 | 13.1%  |
| 第5話                                                      | 8月14日 | 悪女誕生 妻が一線を越えた日                  | 西谷弘   | 11.8%  |
| 第6話                                                      | 8月21日 | 秘密の恋がバレる時…夫の罠                    | 高野舞   | 10.9%  |
| 第7話                                                      | 8月28日 | 恋の終わり…日常に戻る辛さ                    | 西坂瑞城 | 13.8%  |
| 第8話                                                      | 9月04日 | 妻の追及…修羅場がはじまる                    | 光野道夫 | 15.6%  |
| 第9話                                                      | 9月11日 | 確実に崩れゆく日常…夫の涙                    | 西坂瑞城 | 15.1%  |
| 第10話                                                     | 9月18日 | 妻の逃避…試される愛の強さ                    | 高野舞   | 16.7%  |
| 最終話                                                     | 9月25日 | 罪から始まった恋完結…妻が選ぶのは夫か恋人か  | 西谷弘   | 16.5%  |
| 平均視聴率 13.9%（視聴率は関東地区、ビデオリサーチ社調べ） |         |                                              |          |        |

## 受賞
- 第82回ザテレビジョンドラマアカデミー賞[3]
  - ドラマソング賞（一青窈「他人の関係 feat. SOIL&"PIMP"SESSIONS」）
  - 脚本賞（井上由美子）
  - ほか、作品賞総合3位、主演女優賞2位（上戸彩）、助演男優賞2位（斎藤工）、助演女優賞3位（吉瀬美智子）

## 映画
『昼顔』（ひるがお）のタイトルで、2017年6月10日より公開。監督は西谷弘、脚本は井上由美子が担当し、ドラマ版から続投となる。ストーリーは、ドラマの結末から3年後が描かれている。
2018年6月25日（月曜日）21:00 - 23:38には、フジテレビ系列で地上波初放送された（解説ナレーター：バッキー木場）。視聴率は関東地区で7.8%を記録した(ビデオリサーチ調べ)。

### キャスト
木下 紗和
演 - 上戸彩
北野 裕一郎
演 - 斎藤工
北野 乃里子
演 - 伊藤歩
杉崎 尚人
演 - 平山浩行
田尻 絹江
演 - 黒沢あすか
松本 あゆ
演 - 萩原みのり
坂上教授
演 - 志賀廣太郎
桜井刑事
演 - 三浦誠己
魚屋大将
演 - 渋川清彦
氷屋
演 - 松居大悟
乃里子の父
演 - 中村育二

### スタッフ
- 監督：西谷弘
- 脚本：井上由美子
- 音楽：菅野祐悟
- 撮影：山本英夫（J.S.C）
- 照明：小野晃
- 録音：藤丸和徳
- 整音：瀬川徹夫
- 音響効果：大河原将
- 選曲：石井和之
- 編集：山本正明
- 美術：清水剛
- 装飾：田口貴久
- VFXスーパーバイザー：田中貴志
- 助監督：成瀬朋一
- スクリプター：増子さおり
- プロデューサー：大澤恵、三竿玲子、稲葉尚人
- ラインプロデューサー：森賢正
- 製作者：小川晋一、市川南
- 制作プロダクション：角川大映スタジオ
- 配給：東宝
- 製作：「昼顔」製作委員会（フジテレビジョン、東宝、FNS27社）

## スピンオフ
- 昼顔〜平日午後3時の隣人日記〜（2017年4月17日 - 、Ameba） - 架空のスピンオフストーリーを描くブログ[15]

## 関連商品
シナリオ収録
- 『月刊ドラマ』2014年10月号（映人社） - 井上由美子自選による1・2・5・9話シナリオと「作者ノート」収録。

ウェブコミック
- 2015年11月11日から、韓国のレジンエンターテインメントが運営するデジタルコミックサービス「レジンコミックス」にて、プル作画によるウェブコミック化作品が配信されている。

## 韓国版ドラマ
韓国のChannel Aで2019年7月5日から8月24日まで『平日午後3時の恋人たち（韓:평일 오후 세시의 연인）』のタイトルで放送された。日本ではBSフジ、LaLaTVなどで放映され、各配信サイトでも配信されている。

### キャスト
- ソン・ジウン（パク・ハソン）：結婚5年目の主婦。笹本紗和に相当[17]。
- ユン・ジョンウ（イ・サンヨプ）：生物教師。北野裕一郎に相当[17]。
- チェ・スア（イェ・ジウォン）：不倫を繰り返す主婦。滝川利佳子に相当[17]。
- ト・ハユン（チョ・ドンヒョク）：画家。加藤修に相当[17]。

### スタッフ
- 制作：PANエンターテインメント[17]
- 演出：キム・ジョンミン[17]
- 脚本：ユ・ソジョン[17]